# Voysil Peak
Der Voysil Peak (englisch; bulgarisch връх Войсил wrach Wojsil) ist ein 2900 m hoher Berg im westantarktischen Ellsworthland. In den Maglenik Heights im nordzentralen Teil der Sentinel Range des Ellsworthgebirges ragt er 7,1 km östlich des Mount Press, 5,6 km südsüdöstlich des Bezden Peak, 9,76 km westsüdwestlich des Zimornitsa Peak und 4,07 km nordwestlich des Mount Gozur auf. Die Zuflüsse des Kopsis-Gletschers liegen nördlich und östlich, der obere Abschnitt des Ellen-Gletschers südwestlich von ihm.
US-amerikanische Wissenschaftler kartierten ihn 1988. Die bulgarische Kommission für Antarktische Geographische Namen benannte ihn 2011 nach der Ortschaft Wojsil im Süden Bulgariens.